# Emirates Cup 2010
Navigation
Édition précédente Édition suivante
L’édition 2010 de l'Emirates Cup est la quatrième de cette compétition de football amicale organisée par Arsenal. Elle s'est tenue les 31 juillet et 1er août 2010 à l'Emirates Stadium.

## Classement final
La compétition est remportée par le club d'Arsenal avec une victoire et un match nul.
| Rang | Équipe             | Pts | J | G | N | P | Bp | Bc | Diff |
| ---- | ------------------ | --- | - | - | - | - | -- | -- | ---- |
| 1    | Arsenal FC         | 8   | 2 | 1 | 1 | 0 | 4  | 3  | +1   |
| 2    | Olympique lyonnais | 5   | 2 | 0 | 2 | 0 | 3  | 3  | 0    |
| 3    | Celtic FC          | 5   | 2 | 0 | 1 | 1 | 4  | 5  | -1   |
| 4    | Milan AC           | 4   | 2 | 0 | 2 | 0 | 2  | 2  | 0    |

## Journée

### 1erjour
| 31 juillet 2010 14:00 WEST | Celtic FC                | 2–2 | Olympique lyonnais       | Emirates Stadium, Londres |                        |
|                            | Hooper 82e · Samarás 88e |     | 28e Bastos · 54e Novillo | Arbitrage : Ryuji Sato    | Arbitrage : Ryuji Sato |
|                            | Rapport                  |     |                          | Arbitrage : Ryuji Sato    | Arbitrage : Ryuji Sato |

| 31 juillet 2010 16:20 WEST | Arsenal     | 1–1 | Milan AC | Emirates Stadium, Londres                  |                                            |
|                            | Chamakh 36e |     | 77e Pato | Spectateurs : 60 012 Arbitrage : Chris Foy | Spectateurs : 60 012 Arbitrage : Chris Foy |
|                            | Rapport     |     |          | Spectateurs : 60 012 Arbitrage : Chris Foy | Spectateurs : 60 012 Arbitrage : Chris Foy |

### 2ejour
| 1er août 2010 14:00 WEST | Olympique lyonnais | 1-1 | Milan AC      | Emirates Stadium, Londres |                         |
|                          | Briand 78e         |     | 55e Borriello | Arbitrage : Minoru Tojo   | Arbitrage : Minoru Tojo |
|                          | Rapport            |     |               | Arbitrage : Minoru Tojo   | Arbitrage : Minoru Tojo |

| 1er août 2010 16:20 WEST | Arsenal                         | 3-2 | Celtic FC          | Emirates Stadium, Londres                       |                                                 |
|                          | Vela 3e · Sagna 44e · Nasri 51e |     | 72e Murphy · 82eKi | Spectateurs : 59 727 Arbitrage : Andre Marriner | Spectateurs : 59 727 Arbitrage : Andre Marriner |
|                          | Rapport                         |     |                    | Spectateurs : 59 727 Arbitrage : Andre Marriner | Spectateurs : 59 727 Arbitrage : Andre Marriner |

## Meilleurs buteurs
Aucun meilleur buteur pour cette compétition car aucun joueur n'a inscrit plus d'un but.

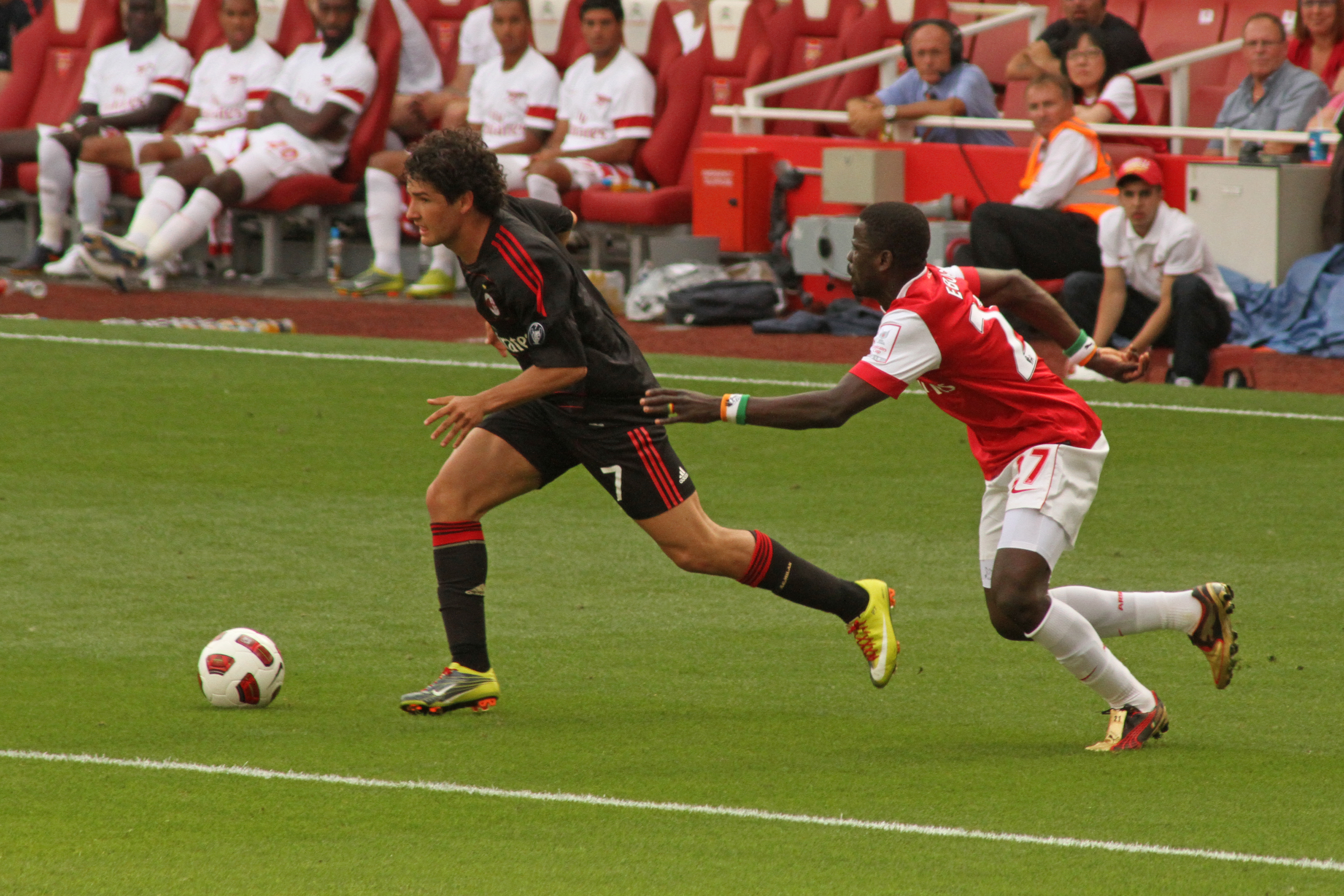
Alexandre Pato face à Emmanuel Eboué

Les buteurs :
 Marouane Chamakh (Arsenal FC)

 Carlos Vela (Arsenal FC)

 Bacary Sagna (Arsenal FC)

 Samir Nasri (Arsenal FC)

 Michel Bastos (Olympique lyonnais)

 Harry Novillo (Olympique lyonnais)

 Jimmy Briand (Olympique lyonnais)

 Garry Hooper (Celtic FC)

 Yeóryos Samarás (Celtic FC)

 Daryl Murphy (Celtic FC)

 Ki Sung-yong (Celtic FC)

 Alexandre Pato (Milan AC)

 Marco Borriello (Milan AC)